# Chiang Rai (provins)
Chiang Rai (thai: เชียงราย) är en provins (changwat) i norra Thailand. Den gränsar till  Myanmar och Laos samt provinserna Phayao, Lampang, och Chiang Mai. Provinshuvudstaden är Chiang Rai. Provinsen hade år 2000 1 129 701 invånare på en areal av 11 678,4 km². 
Than Luang-grottan, där 12 pojkar ur ett fotbollslag och deras 25-åriga tränare var instängda i juni-juli 2018, ligger i Mae Sai-distriktet, nummer 9 på kartan nedan.

## Administrativ indelning
Provinsen är indelad i 18 distrikt (amphoe). Distrikten är i sin tur indelade i 124 subdistrikt (tambon) och 1 510 byar (muban).
| Chiang Rais distrikt numrerade | 1. (Mueang) Chiang Rai 2. Wiang Chai 3. Chiang Khong 4. Thoeng 5. Phan 6. Pa Daet 7. Mae Chan 8. Chiang Saen 9. Mae Sai | 10. Mae Suai 11. Wiang Pa Pao 12. Phaya Mengrai 13. Wiang Kaen 14. Khun Tan 15. Mae Fa Luang 16. Mae Lao 17. Wiang Chiang Rung 18. Doi Luang |